# Aitch
Aitch, pseudonimo di Harrison James Armstrong (Manchester, 9 dicembre 1999), è un rapper britannico.

## Carriera
Il nome "Aitch" deriva dalla pronuncia della lettera 'h', che è la prima lettera del suo nome. Nel 2018 realizza il singolo Daily Duppy insieme a GRM Daily, che viene certificato argento.
Nell'estate 2019 è andato in tournée con Cadet e Wiley. Il 6 settembre dello stesso anno ha pubblicato l'EP AitcH2O, che è stato certificato argento dalla BPI e si è piazzato terzo nella classifica inglese. Dall'EP vengono estratti i singoli Taste (Make It Shake) certificato platino e piazzatosi secondo nella classifica britannica e Buss Down realizzato in collaborazione con ZieZie, certificato oro e arrivato all'ottava posizione.
Ad inizio 2020 riceve una candidatura ai NME nella categoria Essential New Artists for 2020. Nel 2020 esce il suo terzo EP chiamato Polaris, che è arrivato in settima posizione in classifica e dal quale è stato estratto il singolo Rain, certificato platino e piazzatosi al numero 3 della charts del Regno Unito. Nel 2022 collabora con ArrDee e Ashanti, rispettivamente, nei singoli War e Baby; le canzoni si piazzamento rispettivamente alle posizioni 6 e 2 nella classifica britannica.

## Discografia

### Album in studio
- 2022 – Close to Home
- 2025 – 4

### EP
- 2017 – On Your Marks
- 2019 – AitcH2O
- 2020 – Polaris
- 2023 – Lost Files

### Singoli
- 2018 - Blitzed
- 2018 - Vibsing
- 2018 - Trust Me
- 2018 - Straight Rhymez
- 2018 - Miss Me With It
- 2019 - Wait
- 2019 - Buss Down (con ZieZie)
- 2020 - 30
- 2020 - Raw
- 2020 - 101Barz Freestyle
- 2020 - MICE
- 2021 - Learning Curve
- 2021 - GSD
- 2022 - War (con ArrDee)
- 2022 - Baby
- 2024 - Grey (con Yung Filly)

## Riconoscimenti
- 2020 - NME
  - Essential New Artists for 2020[3]
- 2020 - BRIT Awards
  - Candidaturs come miglior artista esordiente[6]
- 2021 - BRIT Awards
  - Candidatura come miglior canzone dell'anno